# Dmitrij Lichačov
Dmitrij Sergejevič Lichačov (rusky Дмитрий Сергеевич Лихачёв; 28. listopadu 1906 — 30. září 1999) byl ruský literární vědec. Zabýval se převážně středověkou ruskou literaturou, analyzoval Slovo o pluku Igorově.

## Život
V roce 1928 dokončil leningradskou univerzitu, téhož roku byl odsouzen za kritiku pravopisné reformy a do roku 1932 vězněn v Soloveckém táboře zvláštního určení. V roce 1938 se stal zaměstnancem Puškinova domu při akademii věd. V roce 1952 obdržel Stalinovu cenu za účast na kolektivní práci История культуры Древней Руси. V roce 1956 byl přijat do Svazu spisovatelů SSSR, v roce 1970 se stal členem Akademie věd SSSR. V roce 1986 získal titul Hrdina socialistické práce.
V roce 1989 byl zvolen delegátem Sjezdu lidových poslanců. Byl přívržencem reforem, v roce 1993 podepsal Dopis čtyřiceti dvou, který požadoval zákaz komunistické strany.

## Vyznamenání

### Sovětská a ruská vyznamenání
- Hrdina Sovětského svazu – 1968
- Řád svatého Ondřeje – 30. září 1998 – za vynikající přínos k rozvoji národní kultury[3]
- Řád Za zásluhy o vlast II. třídy – 28. listopadu 1996 – za vynikající služby státu a velký osobní přínos pro rozvoj ruské kultury[4]
- Leninův řád
- Řád rudého praporu práce – 1966
- Puškinova medaile – 4. června 1999 – na památku 200. výročí narození Puškina za zásluhy v oblasti kultury, vzdělávání, literatury a umění[5]
- Medaile Za pracovní udatnost – 1954
- Medaile 100. výročí narození Vladimira Iljiče Lenina
- Medaile Za obranu Leningradu – 1942
- Jubilejní medaile 30. výročí vítězství ve Velké vlastenecké válce 1941–1945 – 1975
- Jubilejní medaile 40. výročí vítězství ve Velké vlastenecké válce 1941–1945 – 1985
- Jubilejní medaile 50. výročí vítězství ve Velké vlastenecké válce 1941–1945 – 22. března 1995[6]
- Medaile Za udatnou práci za Velké vlastenecké války 1941–1945 – 1946
- Medaile Veterán práce – 1986
- Pamětní medaile 250. výročí Leningradu – 1957

### Zahraniční vyznamenání
- Řád Stará planina I. třídy – 1996
- Řád Madarského jezdce I. třídy – 1995
- Řád Georgiho Dimitrova – 1986
- Řád Cyrila a Metoděje I. třídy – 1963 a 1977

## Publikační činnost

### České překlady (výběr)
- Textologie: stručný nástin (orig. 'Těkstologija. Kratkij očerk'). 1. vyd. 2015. 144 S. Překlad: Jitka Komendová
- Novgorodské ikony 12.–17. století. Praha: Odeon, 1984. 347 S.
- Smích staré Rusi. 1. vyd. Praha: Odeon, 1984. 217 S. Překlad: Jaroslav Kolár
- Poetika staroruské literatury (orig. 'Poetika drevněrusskoj litěratury'). 1. vyd. Praha: Odeon, 1975. 351 S. Překald: Ladislav Zadražil
- K pramenům ruského realismu. 1. vyd. Praha: LN, 1975. 292 S. Přeložili a uspořádali: Jiří Honzík, Ladislav Zadražil
- Člověk v literatuře staré Rusi. 1. vyd. Praha: Odeon, 1974. 186 S. Překlad: Světlana Mathauserová